# Luceria (bướm đêm)
Luceria  là một chi bướm đêm thuộc họ Erebidae.

## Loài
- Luceria novatusalis Walker, 1859
- Luceria oculalis Moore, 1877